# Rally El Corte Inglés de 1981
El Rally El Corte Inglés de 1981, oficialmente 5.º Rally El Corte Inglés, fue la quinta edición y la duodécima cita de la temporada 1981 del Campeonato de España de Rally. Se celebró del 3 al 4 octubre y contó con un itinerario de diecisiete tramos que sumaban un total de 122 km cronometrados.

## Itinerario
| Día   | Tramo | Nombre            | Hora  | Ganador        | Líder         |
| ----- | ----- | ----------------- | ----- | -------------- | ------------- |
| Día 1 | TC1   | Valleseco-Zumacal | 21:49 | Medardo Pérez  | Medardo Pérez |
| Día 1 | TC2   | San Fernando      | 22:30 | Beny Fernández | Medardo Pérez |
| Día 1 | TC3   | Las Emisoras      | 22:47 | Bandera de ?   | Bandera de ?  |
| Día 1 | TC4   | Tejeda            | 23:01 | Bandera de ?   | Bandera de ?  |
| Día 2 | TC5   | Valleseco-Zumacal | 00:28 | Bandera de ?   | Bandera de ?  |
| Día 2 | TC6   | San Fernando      | 00:59 | Cancelado      | Bandera de ?  |
| Día 2 | TC7   | Las Emisoras      | 01:26 | Bandera de ?   | Bandera de ?  |
| Día 2 | TC8   | Tejeda            | 01:40 | Bandera de ?   | Bandera de ?  |
| Día 2 | TC9   | Los Marteles      | 03:31 | Bandera de ?   | Bandera de ?  |
| Día 2 | TC10  | Temisas           | 04:34 | Bandera de ?   | Bandera de ?  |
| Día 2 | TC11  | Cruz Grande-Chira | 05:07 | Bandera de ?   | Bandera de ?  |
| Día 2 | TC12  | Roque Nublo       | 05:26 | Bandera de ?   | Bandera de ?  |
| Día 2 | TC13  | Los Marteles      | 05:45 | Bandera de ?   | Bandera de ?  |
| Día 2 | TC14  | Era del Cardón    | 06:50 | Bandera de ?   | Bandera de ?  |
| Día 2 | TC15  | Cruz Grande-Chira | 07:28 | Bandera de ?   | Bandera de ?  |
| Día 2 | TC16  | Roque Nublo       | 07:45 | Bandera de ?   | Bandera de ?  |
| Día 2 | TC17  | Cueva Grande      | 08:11 | Bandera de ?   | Bandera de ?  |

## Clasificación final
| Pos. | Piloto                 | Copiloto                  | Automóvil                | Tiempo    | Diferencia |
| ---- | ---------------------- | ------------------------- | ------------------------ | --------- | ---------- |
| 1.   | Beny Fernández         | José Luis Sala            | Porsche 911 SC           | 1:17:36.0 | 0.0        |
| 2.   | Medardo Pérez          | Juan José Alonso          | BMW 323i                 | 1:18:53.0 | +1:17.0    |
| 3.   | Ricardo Villar         | Federico Garret           | Porsche 911 SC           | 1:19:50.0 | +2:14.0    |
| 4.   | Enrique Villar         | Luis Díaz                 | Porsche 911 SC           | 1:19:57.0 | +2:21.0    |
| 5.   | Carlos Alonso-Lamberti | José Manuel Sarmiento     | Opel Kadett GT/E         | 1:20:26.0 | +2:50.0    |
| 6.   | Orlando Alonso         | Pedro Díaz                | Volkswagen Golf GTi      | 1:21:51.0 | +4:15.0    |
| 7.   | Pentti Airikkala       | Risto Virtanen            | Ford Escort RS 1800 MKII | 1:21:54.0 | +4:18.0    |
| 8.   | Jorge de Bagration     | Víctor Sabater            | Lancia Stratos HF        | 1:21:54.0 | +4:18.0    |
| 9.   | Marc Etchebers         | Marie-Christine Etchebers | Porsche 924 Carrera GTS  | 1:21:55.0 | +4:19.0    |
| 10.  | «El Vaquero»           | Juan Munguía              | Opel Ascona 2000         | 1:22:41.0 | +5:05.0    |